# Robert Gawkowski
Robert Gawkowski (ur. 20 maja 1962 w Warszawie) – polski historyk kultury fizycznej i sportu, doktor historii, autor publikacji naukowych.

## Życiorys
W 1988 ukończył studia historyczne na Wydziale Historycznym Uniwersytetu Warszawskiego. W latach 1990–2014 pracował w  Muzeum Uniwersytetu Warszawskiego, od 2014 jest zatrudniony w Archiwum UW. W 2007 obronił w macierzystej uczelni pracę doktorską Warszawskie kluby sportowe. Ich rola społeczna i kulturalna, napisaną pod kierunkiem Szymona Rudnickiego. W 2021 uzyskał na Uniwersytecie Mikołaja Kopernika w Toruniu stopień doktora habilitowanego na podstawie pracy Akademicki sport XX-wiecznej Warszawy.
Był także wykładowcą Uniwersytetu Kardynała Stefana Wyszyńskiego w Warszawie (UKSW) oraz Wyższej Szkole Handlu i Finansów Międzynarodowych im. Fryderyka Skarbka w Warszawie (WSFIHM im. F. Skarbka).
W latach 1990–2001 był prezesem Akademickiego Związku Sportowego UW. Od kwietnia 2022 jest prezesem Towarzystwa Miłośników Historii.
Za Encyklopedię klubów sportowych Warszawy i jej najbliższych okolic w latach 1918-39 otrzymał nagrodę Varsaviana edycji 2007/2008 przyznawaną przez Towarzystwo Miłośników Historii i Bibliotekę Publiczną w Warszawie. Za Krybar. Uniwersytet w cieniu powstańczych walk został uhonorowany nagrodą II stopnia w kategorii varsaviana w ramach Nagrody Klio w 2014.

## Publikacje
- Warszawska Polonia: piłkarze "Czarnych Koszul" 1911-2001 ("Art - Syrenka", Warszawa 2001, ISBN 83-915413-0-4)
- Encyklopedia klubów sportowych Warszawy i jej najbliższych okolic w latach 1918-39  (Wydawnictwa Uniwersytetu Warszawskiego, Warszawa 2007, ISBN 978-83-235-0382-8)
- Sportowe dzieje warszawskich Włoch, wyd. Warszawa 2008
- Wojna na pierwszej stronie w prasie polskiej i światowej, wrzesień 1939: katalog wystawy sierpień-listopad 2009 (Stowarzyszenie Wolnego Słowa, Warszawa 2009, ISBN 978-83-924585-6-2)
- Moja dzielnica Włochy: historia Włoch i Okęcia. Z okazji 80-lecia "Przyszłości" Włochy (Urząd Dzielnicy Włochy m. st. Warszawy, Warszawa 2010, ISBN 978-83-928365-1-3)
- Wypoczynek w II Rzeczpospolitej, (Dragon, Bielsko-Biała 2011, ISBN 978-83-928365-1-3)
- Sport w II Rzeczpospolitej (SBM, Warszawa 2012, ISBN 978-83-7845-057-3)
- Tablice pamięci: miejsca pamięci narodowej w dzielnicy Włochy (Urząd Dzielnicy Włochy m.st. Warszawy, Warszawa 2012, ISBN 978-83-928365-3-7)
- Futbol dawnej Warszawy (Wydawnictwa Uniwersytetu Warszawskiego, Warszawa 2013, ISBN 978-83-235-1141-0)
- Dawno, dawno temu... na Okęciu i we Włochach, Warszawa 2014
- Krybar. Uniwersytet w cieniu powstańczych walk (Wydawnictwa Uniwersytetu Warszawskiego, Warszawa 2014, ISBN 978-83-235-1459-6)
- Historia polskiej piłki nożnej (SBM, Warszawa 2016, ISBN 978-83-8059-045-8)
- Poczet rektorów Uniwersytetu Warszawskiego (Wydawnictwa Uniwersytetu Warszawskiego, Warszawa 2016, ISBN 978-83-235-2228-7)
- Sportowe dzieje Ursusa, z Jackiem Wiśniewskim, wyd. Warszawa 2018
- Akademicki sport XX-wiecznej Warszawy, (Nauka i Innowacje, Poznań 2019, ISBN 978-83-65988-27-0)
- Księga Pamięci poświęcona studentom Uniwersytetu Warszawskiego poległym i zmarłym w czasie walk o niepodległość, razem z Andrzejem Krzysztofem Kunertem i Krzysztofem Pileckim (Wydawnictwa Uniwersytetu Warszawskiego, Warszawa 2020, ISBN 978-83-235-4848-5)